# Émile Trolliet
Émile Maurice Hippolyte Trolliet, né le 10 juillet 1856 à Saint-Victor-de-Morestel, mort à Paris (5e arrondissement) le 25 janvier 1903, est un poète et écrivain français.

## Biographie

### Études
Émile Trolliet effectue ses études au petit séminaire du Rondeau (Grenoble) de 1868 à 1874 où il obtient son baccalauréat ès lettres. 
Il entre alors comme vétéran de la classe de rhétorique au lycée de Grenoble et enfin en 1875 au lycée Charlemagne. Tout en suivant les cours du Lycée Charlemagne, il est élève interne d'une institution du Marais, aujourd'hui disparue.

### Professeur
Ayant échoué au concours de l'école normale supérieure à deux reprises, il devient brièvement précepteur. Son ancien proviseur de Charlemagne, M. de Broca, le nomme dès le 27 novembre 1876, maître auxiliaire, jusqu'en 1878 où il obtient un poste de professeur de lettres au collège de Châtellerault. Il en profite pour devenir en 1879 licencié ès lettres à Poitiers. 
Nommé en 1880 au lycée de Laval, dirigé par l'abbé Léopold Follioley. Il y prépare son agrégation. Il compose et publie un Discours en vers sur le massacre de l'expédition Flatters, qui lui vaut, dans le grand public, un commencement de notoriété. Il est reçu en 1885 à l'agrégation de lettres. Il se lie, à Laval, avec Albert Peltier, professeur de philosophie, Abel Combarieu, qui deviendra secrétaire-général civil de la Présidence de la République, Albert David-Sauvageot, et Alfred Baudrillart. Il y rencontre aussi Théodore Joran.
Il quitte Laval pour le lycée de Nîmes en 1885, où il est nommé professeur de rhétorique. C'est là qu'il achève son premier volume de vers : Les Tendresses et les cultes. À Nîmes, il ne se plaît guère.
En 1888, il est nommé professeur de seconde au Collège Stanislas, à Paris, où il enseigne jusqu'à sa mort en 1903, étant devenu en 1894 professeur de la classe de rhétorique. Il publie deux volumes de vers, La Vie Silencieuse puis la Route fraternelle, ainsi que de prose, L'Âme, qui paraît en 1894, et Médaillons de Poètes, essai de critique.

### Poésie
Il écrit d'innombrables articles dans le Téléphone, qui devient grâce à lui 1893 la Revue idéaliste, revue littéraire où il publie ses poèmes et dont il est le rédacteur en chef. Puis à partir de 1898, il fait partie du groupe de la Revue des poètes fondée par Ernest Prévost, notamment avec Marguerite Duportal, Lya Berger, Achille Paysant, Gustave Zidler, Henri Allorge, Pierre Billaud.
Il publie également dans :  Le Moniteur universel, L'Union pour l'Action Morale, Le Sillon, Le Foyer du Soldat, La Paix par le Droit, La Coopération des Idées, L'Écho de la Semaine, La Correspondance Universitaire, L'Éducation Moderne, et La Revue Suisse, la plupart orientées vers la beauté, la fraternité  sociales, la paix.
En 1905, l’Académie française lui décerne le Prix Capuran.

## Publications
- Les Tendresses et les cultes, 1886
- Éloge de Beaumarchais - pièce n°19, 1886, prix d'éloquence de l’Académie française
- Beaumarchais, ses drames et sa théorie du drame, 1887 ; In-8 °, Extrait de la Revue d'art dramatique, 15 octobre-1er novembre 1887 ;
- La Vie silencieuse, poésies, 1881-1891, Paris : Perrin, 1892, In-16, 240 p. ;
- L'Âme d'un résigné, Paris : Perrin, 1895, In-16, 204 p. ;
- Souvenir du 3 mars 1898. [Hommage à Edmond Rostand, par Émile Trolliet. - Aux élèves du Collège Stanislas, par Edmond Rostand.],Paris : impr. de F. Levé, 1898, In-8° , 8 p.; Extrait de l' Annuaire de l'Association amicale des anciens élèves du Collège Stanislas ;
- Médaillons de poètes, 1800-1900, la génération romantique, la génération parnassienne, la génération contemporaine, Paris : A. Lemerre, 1900, In-18, 428 p. ;
- La Route fraternelle, Paris : A. Lemerre, 1900, In-18, 211 p. ;
- H. de Bornier, 1901 ; In-8 °, Extrait de la Revue des poètes mars 1901 ;
- Souvenir du 27 octobre 1901. Cérémonie de la pose d'une plaque commémorative à Eugène Manuel, par la Société historique d'Auteuil et de Passy... [Discours par Adrien Dupuy, Léon Vaquez, Maurice Castellar. Au poète Eugène Manuel, par Émile Trolliet.], Paris, 1902, In-8°, 19 p., Extrait du "Bulletin de la Société historique d'Auteuil et de Passy", no 38, 4e trimestre 1901. - Extrait du Bulletin de la Société ;
- La Paix dans la nation et entre les nations, Besançon : impr. de Dodivers, 1902, In-16, 52 p.